# Időről időre (televíziós sorozat)
Az Időről időre (eredeti cím: Time After Time) 2017-ben bemutatott amerikai televíziós sorozat, ami Karl Alexander hasonló című novelláján és az abból készült 1979-es filmen alapul. A sorozat alkotója Kevin Williamson, a történet pedig az író H.G. Wells Hasfelmetsző Jack utáni hajszáráról szól, miközben mindketten a jövőbe kerültek. A főszereplők közt megtalálható Freddie Stroma, Josh Bowman, Génesis Rodríguez, Nicole Ari Parker és Jennifer Ferrin. 
A sorozatot az Amerikai Egyesült Államokban az ABC tűzte műsorra 2017. március 5-én, azonban 5 rész után, március 26-án levették a műsorról. A maradék részt végül a spanyol AXN adta le 2017. augusztus 30-ig bezárólag, de később az összes rész felkerült a CW Seed szolgáltatásra. Magyarországon a Cool TV mutatta be 2017. március 27-én.

## Cselekmény
A sorozat elején a híres brit író, H. G. Wells összejövetelt szervez a barátainak, hogy megmutathassa nemrég elkészült, működő időgépét. Azonban megzavarja őket a rendőrség, akik a sorozatgyilkos Hasfelmetsző Jack után nyomoznak. Kiderül, hogy Wells orvos barátja, Dr. John Stevenson az elkövető, aki viszont az időgépet használva 2017-be szökik. Wells utána megy a modern korba elkapni, ahol lenyűgözi az új technológia és szerelembe esik egy múzeumi kurátorba, Jane Walkerbe.

## Szereplők
| Szereplő                               | Színész           | Magyar hang        |
| -------------------------------------- | ----------------- | ------------------ |
| H.G. Wells                             | Freddie Stroma    | Moser Károly       |
| Dr. John Stevenson / Hasfelmetsző Jack | Josh Bowman       | Posta Victor       |
| Jane Walker                            | Génesis Rodríguez | Bogdányi Titanilla |
| Vanessa Anders                         | Nicole Ari Parker | Náray Erika        |
| Brooke Monroe                          | Jennifer Ferrin   | Kökényessy Ági     |
| Griffin Monroe                         | Will Chase        | Rosta Sándor       |
| Doug Lawson                            | Elliot Villar     | Barát Attila       |
| Mrs. Nelsen                            | Juliet Mills      |                    |

## Epizódok
| Sor. | Év. | Cím                                      | Rendező             | Író                                                             | Premier                              | Nézettség   | Gyártási szám |
| ---- | --- | ---------------------------------------- | ------------------- | --------------------------------------------------------------- | ------------------------------------ | ----------- | ------------- |
| 1.   | 1.  | Penge villan,fogaskerék fordul (Pilot)   | Marcos Siega        | Történet: Karl Alexander, Steve Hayes Tévéjáték: Nicholas Meyer | 2017. március 5. 2017. március 27.   | 2,54 millió | T15.10134     |
| 2.   | 2.  | Elfoglak kapni! (I Will Catch You)       | Marcos Siega        | Kevin Williamson                                                | 2017. március 5. 2017. április 3.    | 2,54 millió | T13.20352     |
| 3.   | 3.  | Lejárt idő! (Out of Time)                | Steve Shill         | Gabrielle Stanton                                               | 2017. március 12. 2017. április 16.  | 2,26 millió | T13.20353     |
| 4.   | 4.  | Lopott titkok (Secrets Stolen)           | Tim Andrew          | Karen Wyscarver, Sanford Golden                                 | 2017. március 19. 2017. április 23.  | 1,79 millió | T13.20354     |
| 5.   | 5.  | Megkapott emlékek (Picture Fades)        | Marcos Siega        | Daniel T. Thomsen                                               | 2017. március 26. 2017. április 30.  | 1,87 millió | T13.20355     |
| 6.   | 6.  | Körbezárva (Caught Up in Circles)        | Michael A. Allowitz | Dewayne Jones                                                   | 2017. június 20. 2017. május 7.      | n/a         | T13.20356     |
| 7.   | 7.  | A múlt bőröndjei (Suitcases of Memories) | Allison Anders      | Kai Yu Wu                                                       | 2017. július 6. 2017. május 14.      | n/a         | T13.20357     |
| 8.   | 8.  | Ha elvesznél (If You're Lost)            | Marcos Siega        | Brian Millikin                                                  | 2017. július 13. 2017. május 21.     | n/a         | T13.20358     |
| 9.   | 9.  | Rám fogsz találni (You Will Find Me)     | Julie Plec          | Mary Leah Sutton                                                | 2017. július 20. 2017. május 28.     | n/a         | T13.20359     |
| 10.  | 10. | Elfeledve (Turned to Gray)               | Mark Tonderai       | Gabrielle Stanton                                               | 2017. július 27. 2017. június 4.     | n/a         | T13.20360     |
| 11.  | 11. | Elkésve (I Fall Behind)                  | Rob Seidenglanz     | Bayan Wolcott                                                   | 2017. augusztus 7. 2017. június 11.  | n/a         | T13.20361     |
| 12.  | 12. | Múlik az idő (Skin Deep)                 | Marcos Siega        | Kevin Williamson                                                | 2017. augusztus 30. 2017. június 18. | n/a         | T13.20362     |